# Izydor De Loor
Isidoor De Loor (ur. 18 kwietnia 1881 w Vrasene, zm. 6 października 1916 w Kortrijk) – pasjonista, błogosławiony kościoła katolickiego.
Isidoor De Loor urodził się 18 kwietnia 1881 roku. Wstąpił w 1907 roku do zgromadzenia pasjonistów, gdzie przyjął imię zakonne Izydor od św. Józefa. Był znany z zamiłowania do codziennej modlitwy i do życia w miłości. W roku 1911 zachorował na nowotwór i wskutek choroby stracił oko. Zmarł 6 października 1916 w opinii świętości. Został pochowany w kaplicy kościoła św. Antoniego w Kortrijk.
Beatyfikowany przez Jana Pawła II dnia 30 września 1984